# Les Bans
Les Bans, culminant à 3 669 mètres d'altitude, sont un sommet du massif des Écrins. Du fait de la disposition des reliefs environnants, les Bans et le cirque du glacier de la Pilatte sont visibles à grande distance.

## Géographie
Le sommet des Bans est situé au cœur du massif des Écrins. Il constitue un nœud orographique important car il domine trois vallées orientées dans différentes directions : la vallée du Haut-Vénéon qui se dirige vers le nord, le val d'Entre-les-Aigues sur le côté oriental de la montagne et la vallée de la Séveraisse qui parcourt le Valgaudemar.
Les Bans sont constitués de quatre pics principaux :
- épaule Nord-Ouest, 3 475 mètres ;
- sommet Nord-Ouest, 3 630 mètres ;
- sommet Nord, 3 662 mètres ;
- sommet Sud, 3 669 mètres.

Les Bans, structuré en un certain nombre de piliers et de couloirs, s'élève au-dessus du glacier de la Pilatte qui donne naissance au Vénéon.
L'accès le plus facile aux Bans est l'arête est-nord-est par le refuge de la Pilatte.

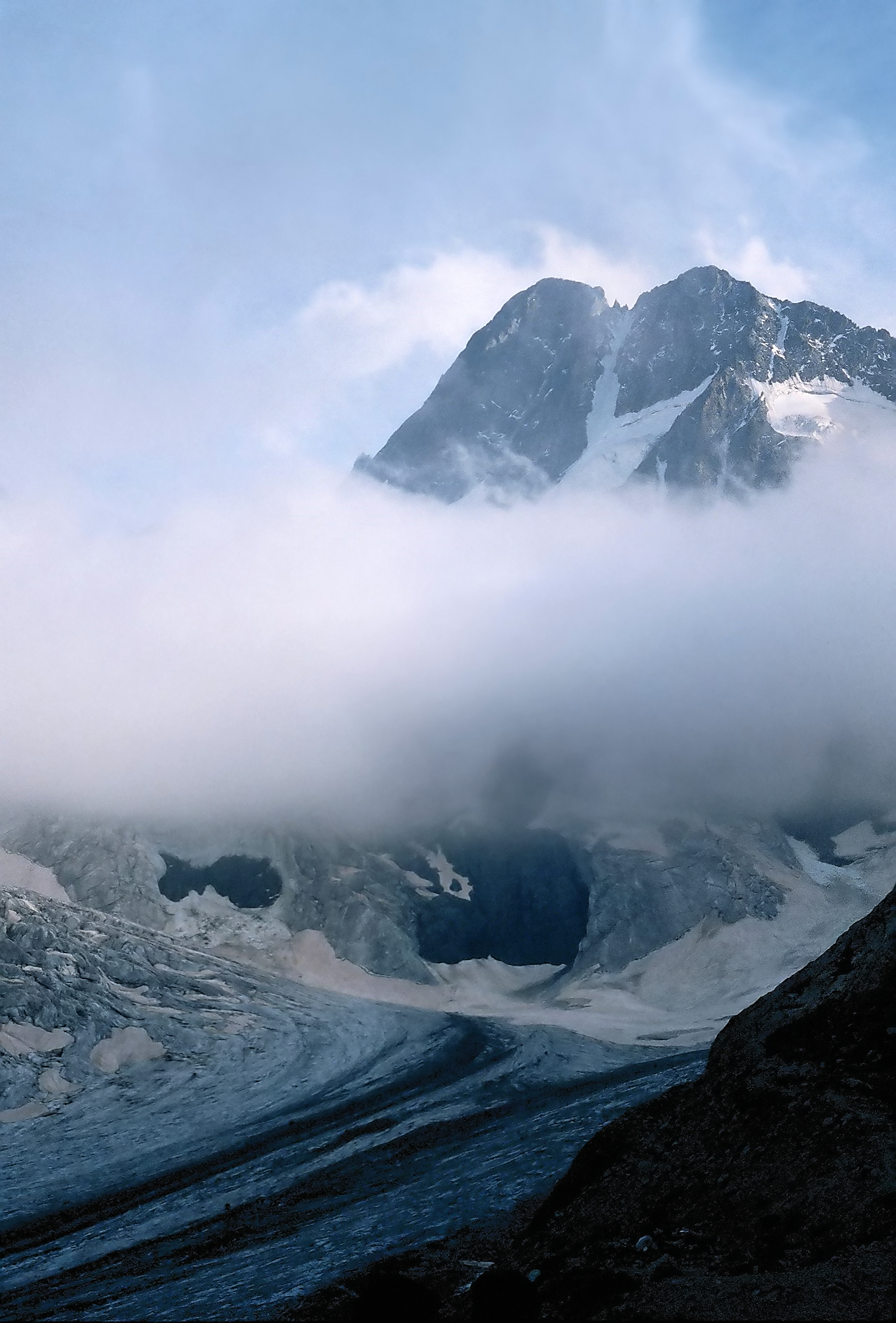
Les Bans

## Premières ascensions
- 1878 - Première ascension, par l'arête nord-est (voie normale), réalisée par William Augustus Brevoort Coolidge avec Christian Almer père et fils.
- 1895 - Face sud-ouest, haute de 1 100 mètres, par Auguste Reynier avec Maximin Gaspard et Joseph Turc.
- 1933 - Pilier nord-est par T. Graham Brown, Basil Robertson Goodfellow, Alexander Graven et le guide Casimir Rodier.
- 1938 - Face sud-est et son contrefort (voie Picard) par Jacques Chenais, René Picard, Paul Schermann et Jean Vernet.
- 1950 - Couloir nord par Maurice Bourde, Louis Dubost et Roger Duplat[3].
- 1954 - Face sud-est et son contrefort (cheminée est) par Jacques Dupin et Tiapa Langevin.
- 1963 - Face sud-est (voie directe) par Jean-Paul Fédèle, André Giraud, Tiapa Langevin et Jean Lepeut.

## Accès
- Refuge des Bans (2 423 m).
- Refuge de la Pilatte (2 577 m).